# Devonian
| Perioada Devonian Acum 419.2–358.9 milioane de ani PreЄ Є O S D C P T J K Pg N       |                                                                                            |
| O hartă a lumii așa cum a apărea în Devonianului timpuriu (acum 400 milioane de ani) |                                                                                            |
| Conținut mediu de O2 atmosferic pe durata perioadei                                  | c. 15 vol % (75 % din nivelul modern)                                                      |
| Conținut mediu de CO2 atmosferic pe durata perioadei                                 | c. 2200 ppm (8 ori nivelul preindustrial)                                                  |
| Temperatura medie a suprafeței pe durata perioadei                                   | c. 20 °C (6 °C deasupra nivelului modern)                                                  |
| Nivelul mării (peste cel actual)                                                     | Relativ constant în jurul valorii de 189 m, scăzând treptat la 120 m de-a lungul perioadei |

Devonianul este o perioadă geologică a erei paleozoice, care s-a întins pe o perioadă de 60 de milioane de ani, de la sfârșitul Silurianului, în urmă cu 419,2 milioane de ani până la începutul Carboniferului, acum 358,9 milioane de ani. Este numită dupa orașul Devon, Anglia, unde s-au studiat pentru prima dată roci din această perioadă.